# Рамешварам

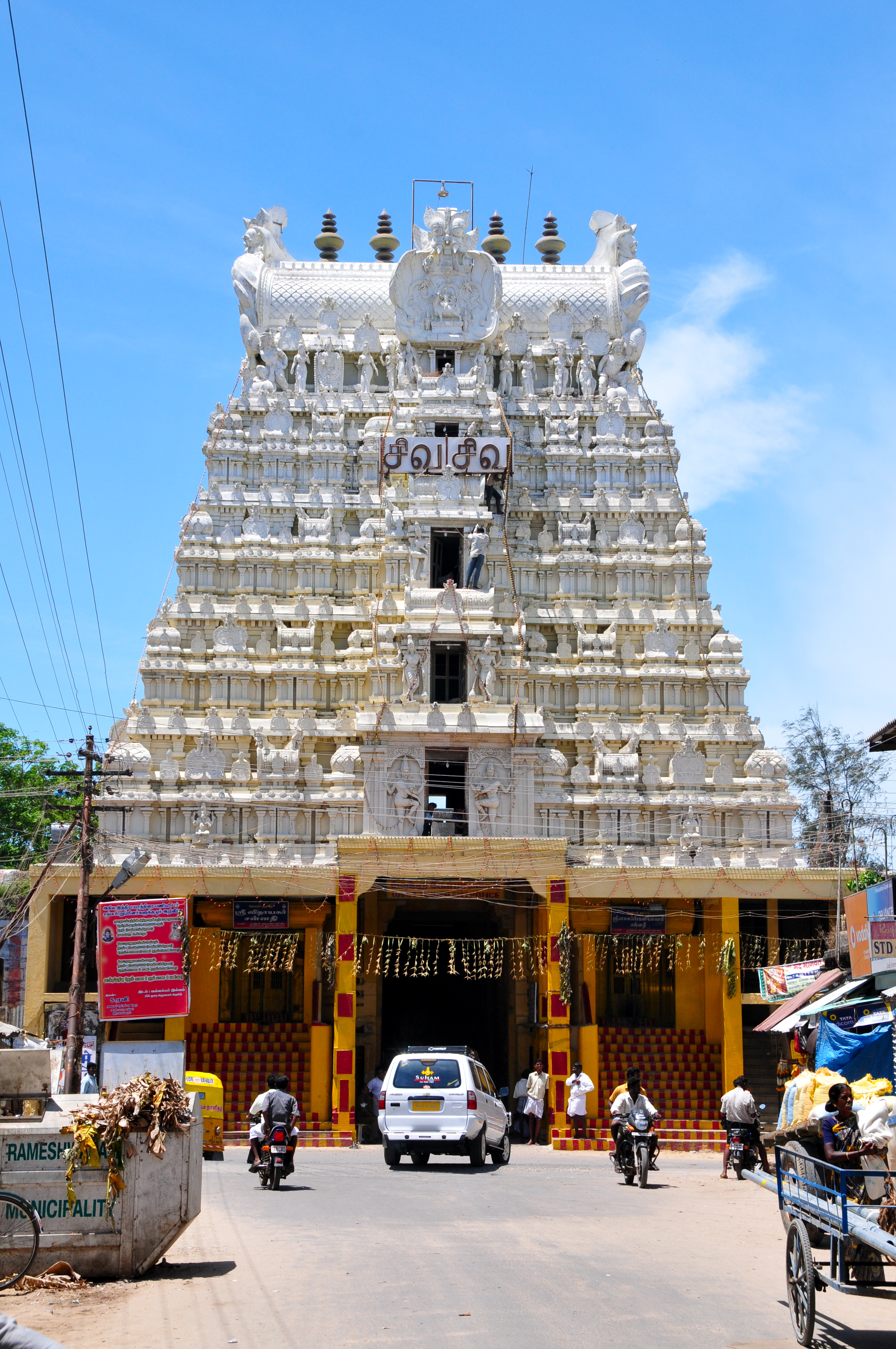

Рамешварам, или Рамесварам (там. இராமேஸ்வரம்) — город в округе Раманатхапурам в штате Тамилнад, на юге Индии. Название города происходит из санскрита и переводится как «[Место] бога Рамы».
Город расположен на острове, отделённом от материковой Индии каналом Памбан и находящемся менее чем в 40 км от полуострова Джаффна, Шри-Ланка. Сам остров имеет площадь 61,8 км². Вместе с Варанаси Рамешварам считается одним из самых священных мест в Индии для индусов и частью паломнического маршрута Чар-дхам.
Он расположен в Манарском заливе на самом кончике полуострова Индостан. Согласно легенде, это место, с которого Рама построил мост Рама Сету (иначе Адамов мост) через море к Шри-Ланке, чтобы спасти свою супругу Ситу от её похитителя Раваны. И вишнуиты, и шиваиты посещают этот паломнический центр, который известен как Варанаси юга.
Рамешварам имеет большое значение для индусов, так как паломничество в Бенарес считается неполным без посещения Рамешварама. Главным божеством здесь является форма лингама, называющаяся Шри Раманатха Свами, это также один из 12 джьотирлингамов.
Разные правители строили храм Раманатхасвами, начиная с XII столетия. В составе храма имеются 22 источника, вкус воды в каждом из которых отличается от всех остальных. Наибольшую часть храма занимает коридор длиной 1219 метров, который украшен гранитными колоннами высотой 3,6 метра с богатым резным узором и хорошими пропорциями. Перспектива, создаваемая этими колоннами, непрерывно простирается на длину 230 метров.
Согласно пуранам, по совету риши, Рама вместе с Ситой и Лакшманой установил здесь Шива-лингам и поклонялся ему, чтобы снять грех брахмахатья (убийство брахмана). Рама выбрал благоприятное время для установки лингама и послал Анджанею на гору Кайласу, чтобы принести сам лингам. Так как Анджанея не смог вернуться вовремя, то Сита сама сделала лингам из песка. Когда Анджанея вернулся с лингамом, то ритуалы были совершены. Чтобы подбодрить опечаленного Анджанею, Рама взял из его рук лингам (Вишва-лингам), поставил рядом с Рама-лингамом и предписал, чтобы ритуалы сначала свершались для Вишва-лингама.
Одним из известных уроженцев города является президент Индии Абдул Калам (1931—2015).